# جان وایتسل
جان وایتسل (انگلیسی: John Whitesell) کارگردان فیلم، و تهیه‌کننده فیلم اهل ایالات متحده آمریکا است.  جان وایتسل با جولی بارنت ازدواج کرده است. او از سال ۱۹۹۳ کارگردانی فیلم را آغاز کرد. جان فیلم‌های متعددی را مانند خانه مامان بزرگ ۲، مامان بزرگ: پسر کو ندارد نشان از پدر و عرشه سالن‌ها کارگردانی کرده‌است.